# Panicum fauriei
Panicum fauriei är en gräsart som beskrevs av Albert Spear Hitchcock. Panicum fauriei ingår i släktet vipphirser, och familjen gräs. Inga underarter finns listade i Catalogue of Life.

## Bildgalleri

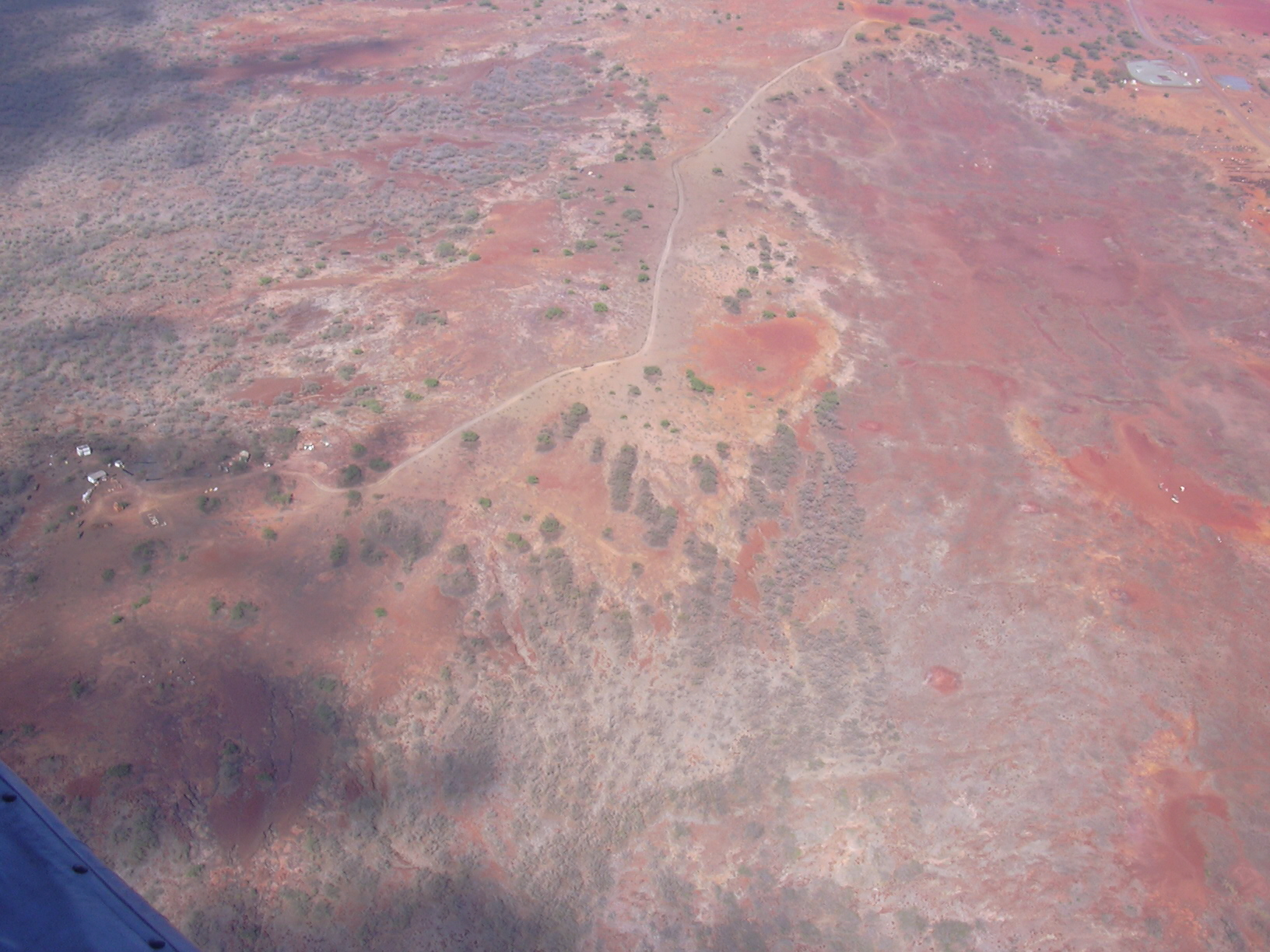
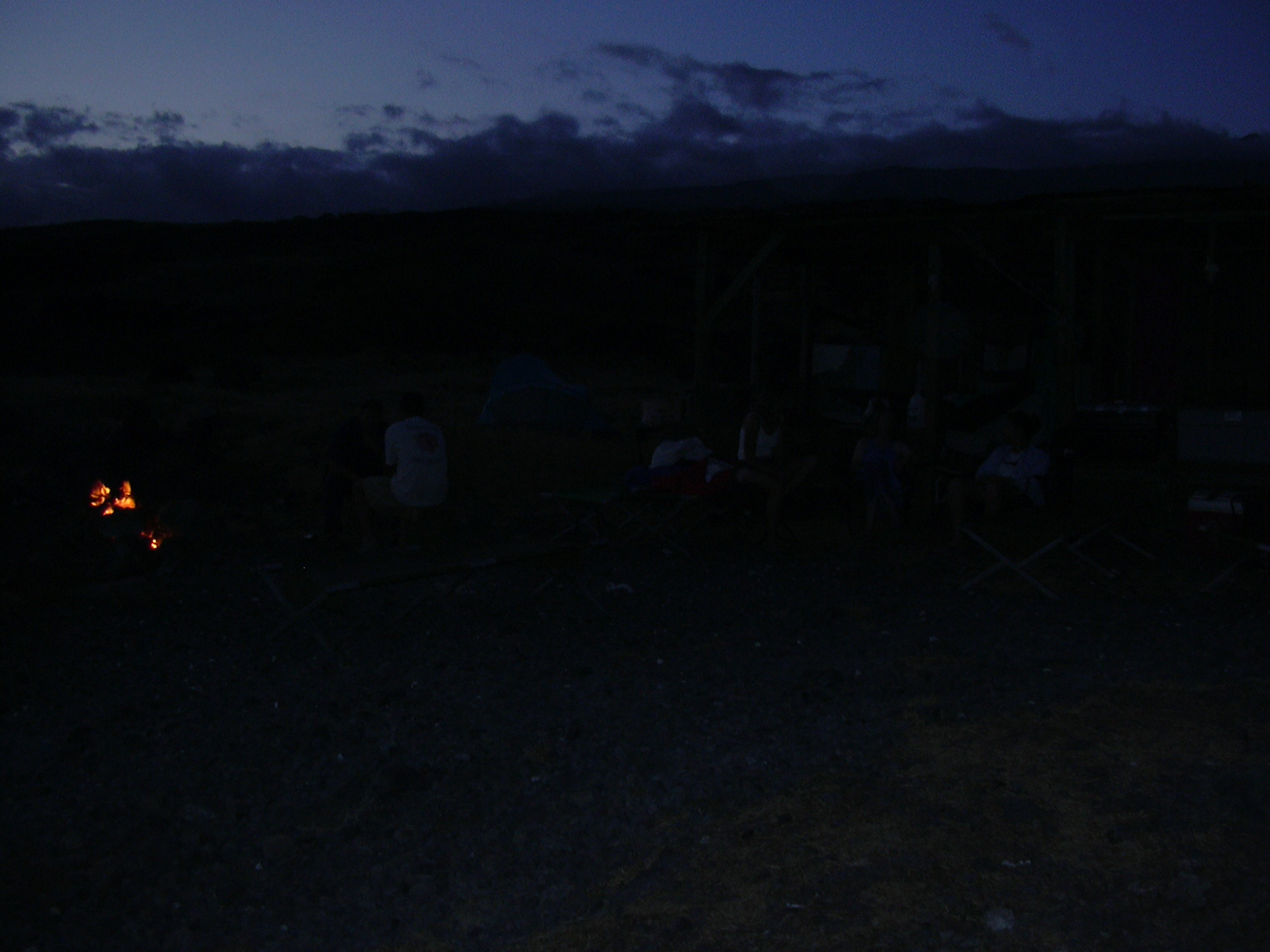
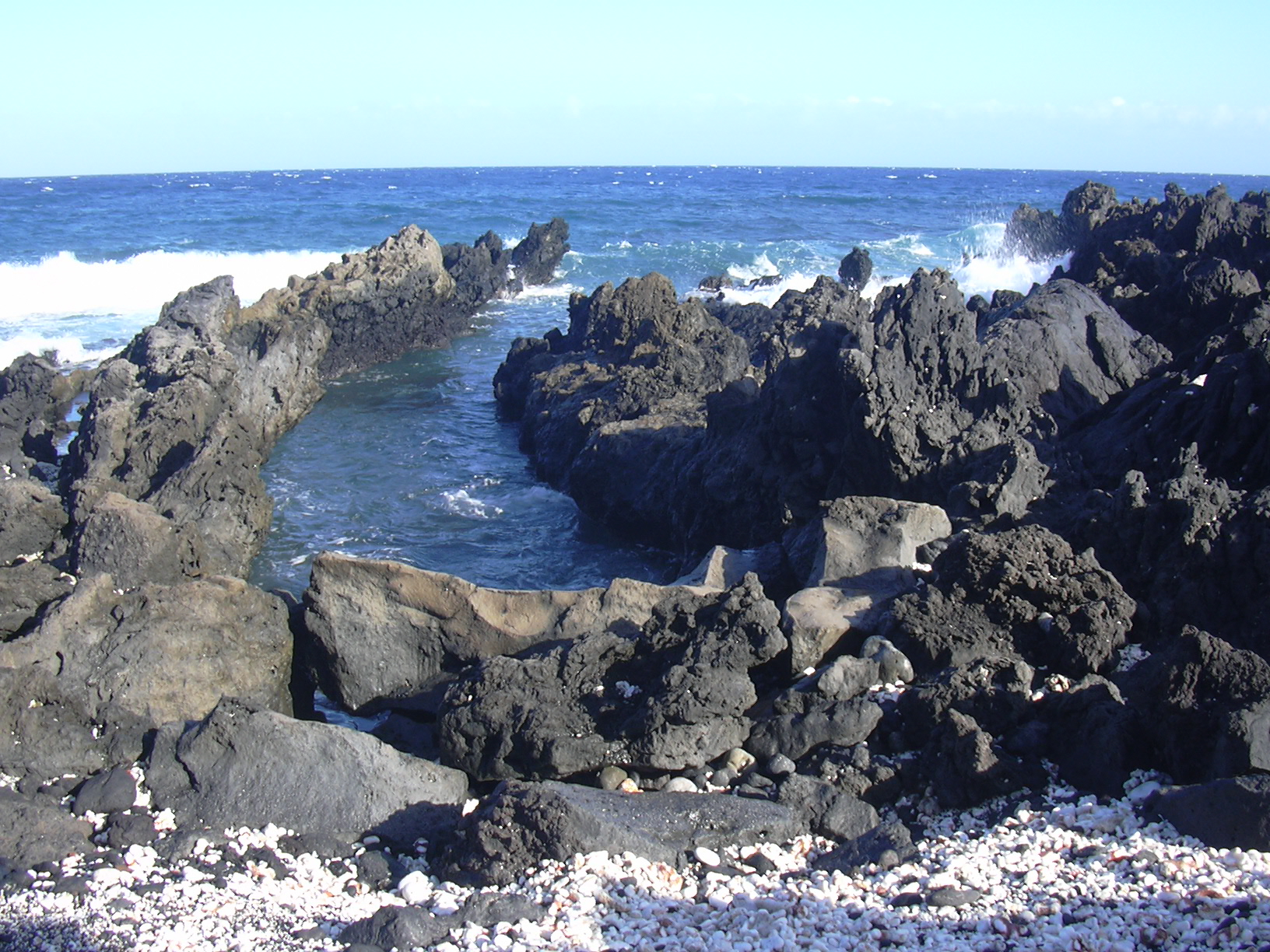
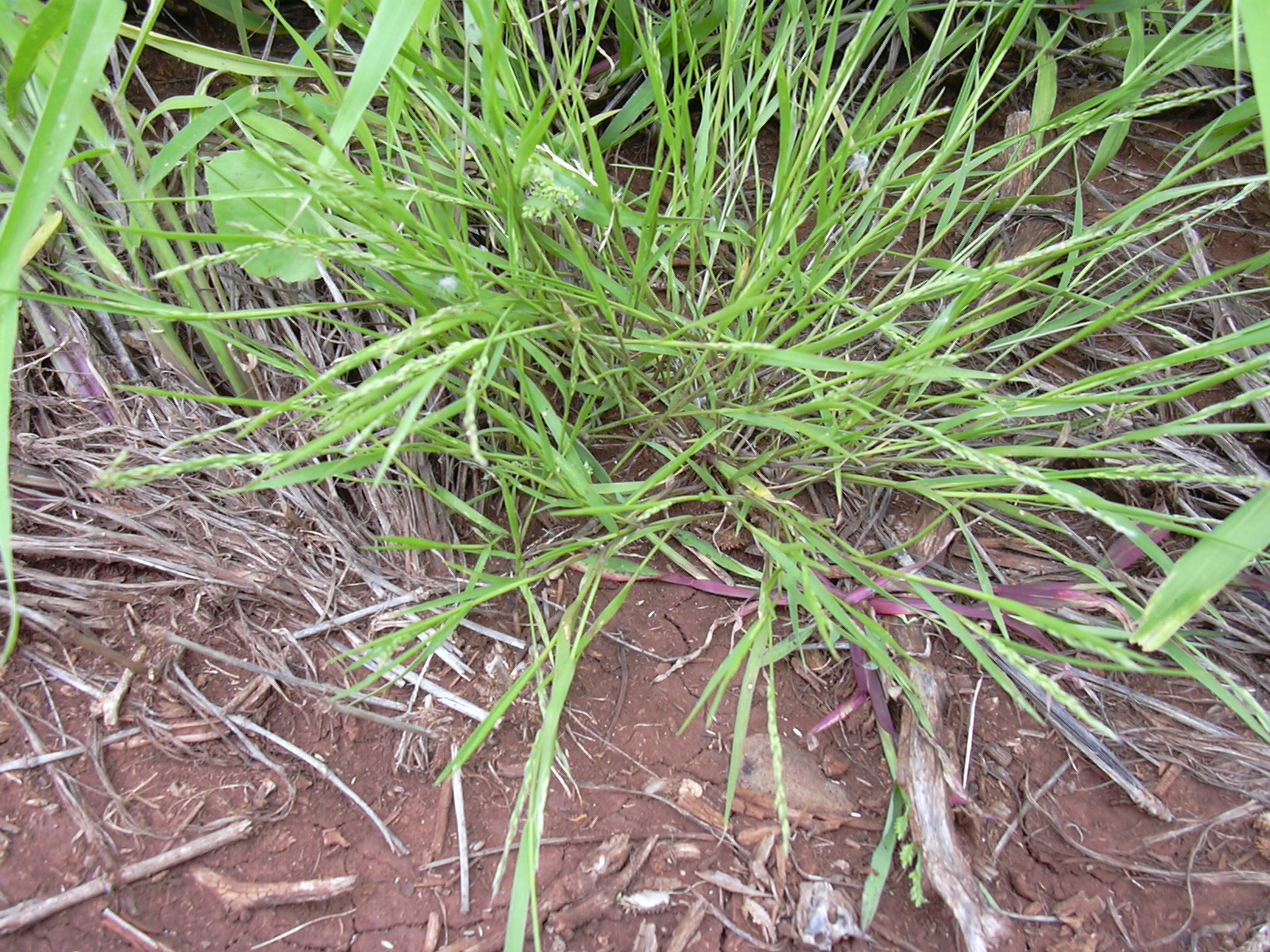